# Abismo Litke

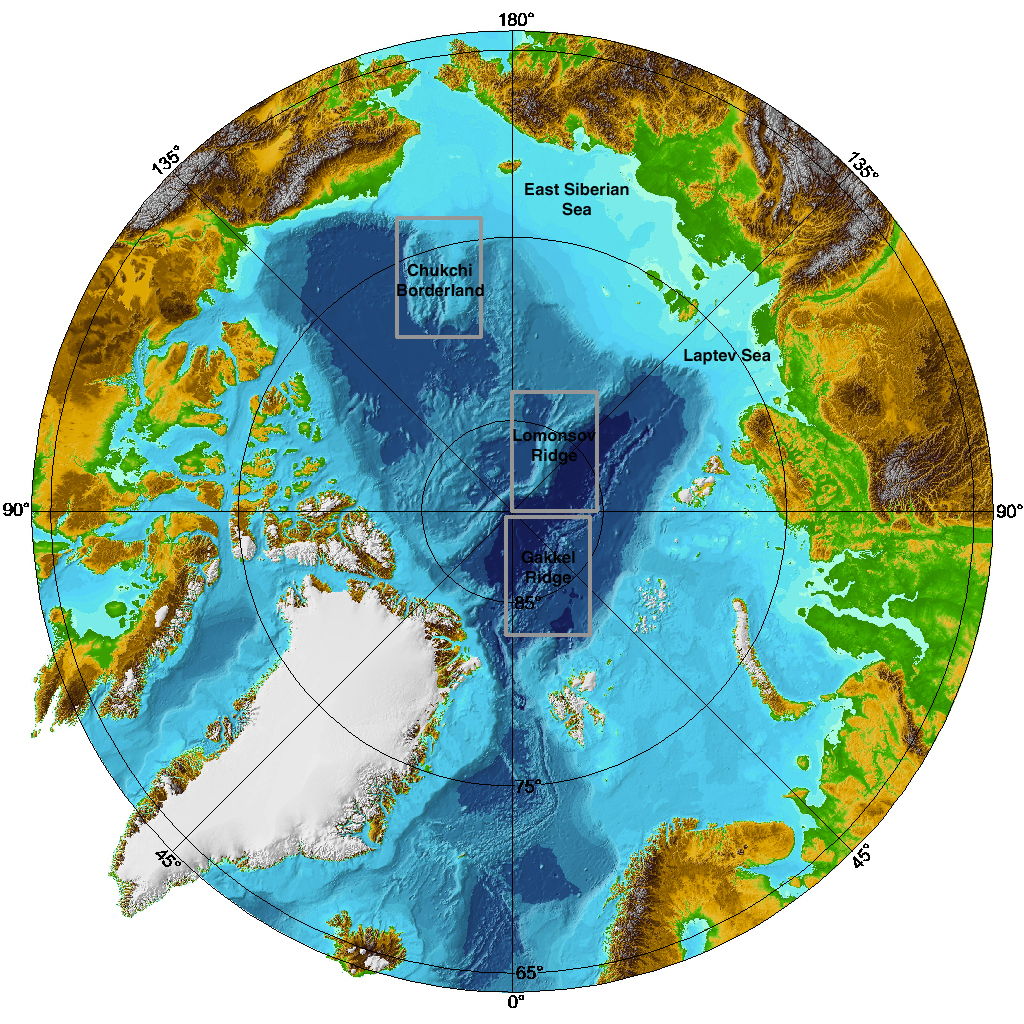
Batimetria del océano Ártico

El abismo Litke es una fosa oceánica situada al noreste de Groenlandia en la cuenca de Eurasia en el océano Ártico. El abismo Litke tiene la distinción de ser el punto más profundo en el océano Ártico, a 5.450 metros. Es una de las 20 fosas oceánicas más profundas del mundo. También es el punto más cercano al centro del planeta (14,7 km más cerca del centro de la Tierra que el Abismo Challenger en la Fosa de las Marianas).

## Historia

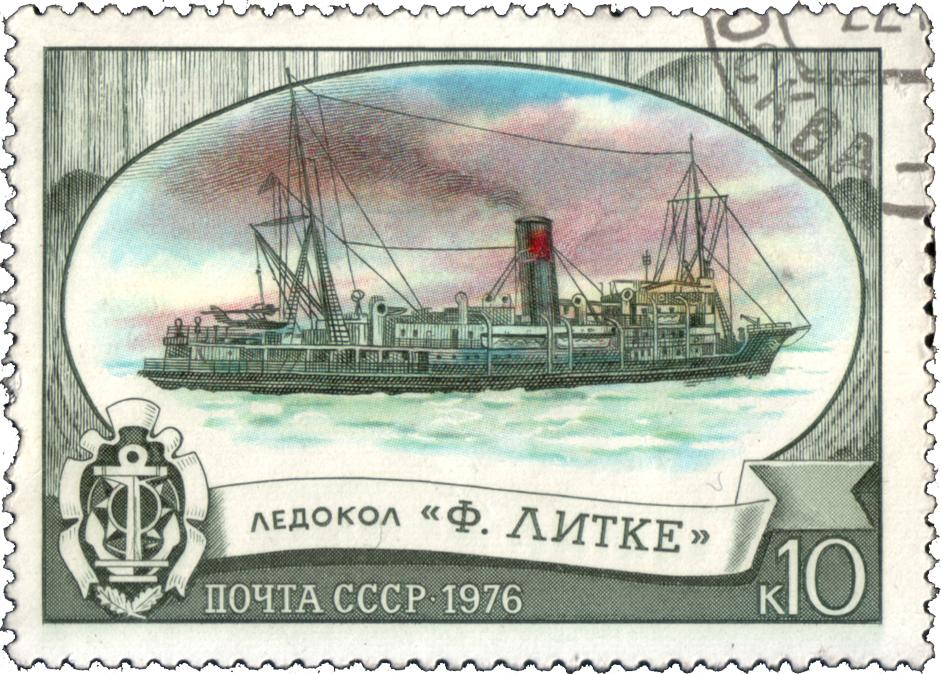
El rompehielos, en un sello postal soviético de 1976

El abismo Litke fue localizado en 1955 por el rompehielos ruso Fyodor Litke, de ahí su nombre.  El barco honra la memoria del navegante y explorador ruso del Ártico, Fiódor Litke (1797-1882).